# Bayola (Santurce)
|                                                  |                                                         |
| Coordenadas                                      | 18°27′4″N 66°3′58″O / 18.45111, -66.06611               |
| Entidad • País • Territorio • Municipio • Barrio | Sub-barrio Estados Unidos Puerto Rico San Juan Santurce |
| Superficie                                       | 0,07 km² (0,03 mi²)                                     |
| Población • Densidad poblacional                 | 564 (2000) 7.872,1 km² (20.388,8 mi²)                   |

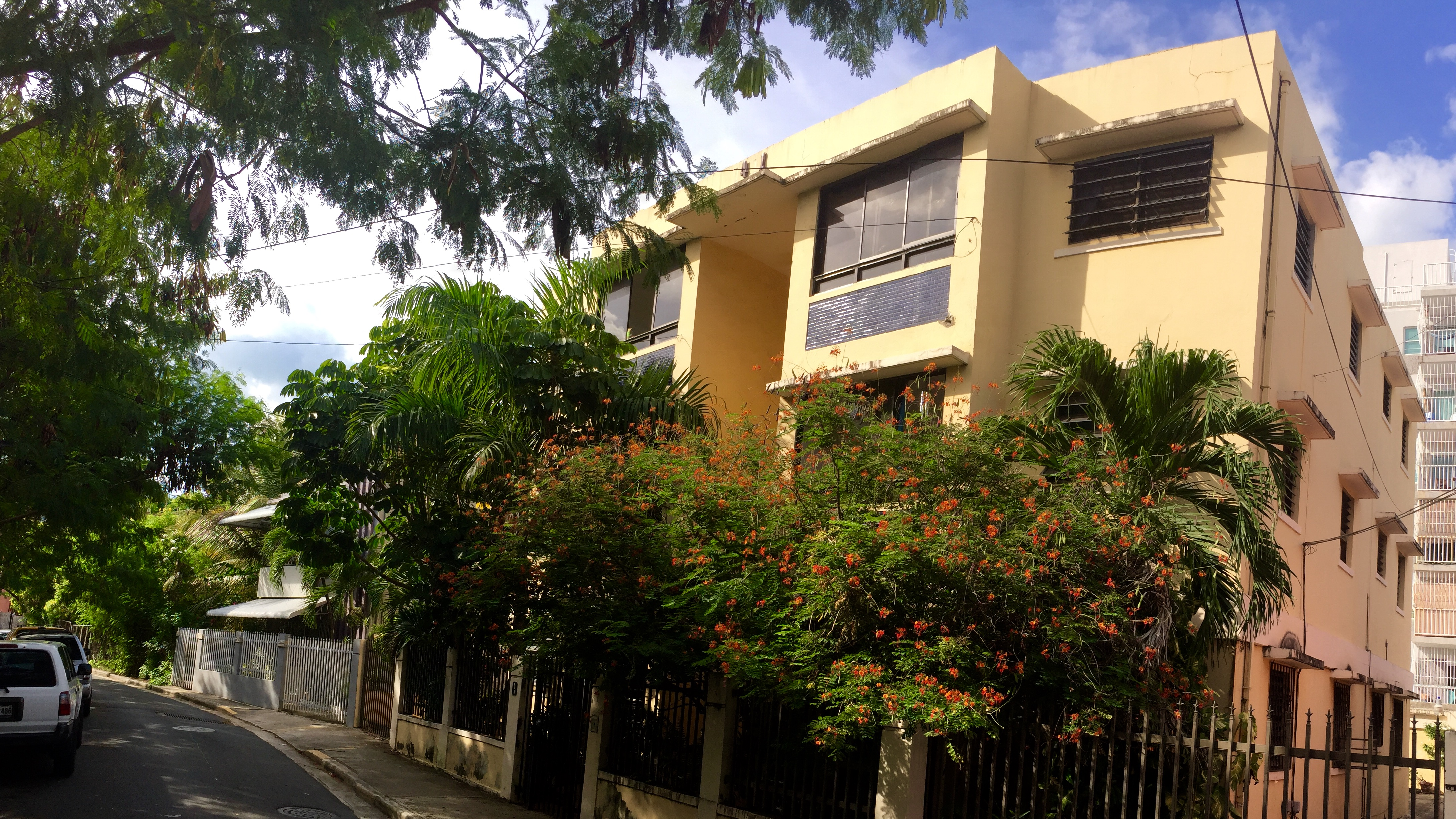
Calle Estrella en el Sub-barrio de Bayola en Santurce

Bayola es uno de los cuarenta «sub-barrios» del barrio Santurce en el municipio de San Juan, Puerto Rico. De acuerdo al censo del año 2000, este sector contaba con 564 habitantes y un área de 0,07 km².
Se encuentra entre expreso Baldorioty de Castro al sur, calle Wilson al norte, avenida de Diego al este y calle Primavera al oeste.
Bayola se compone de sólo 4 calles, que son la calle Estrella, la calle Tres Hermanos, la calle Washington y la calle Julian Blanco. También cuenta con un nuevo parquecito bolsillo en la calle Estrella.